# Laurier (Metro Montreal)

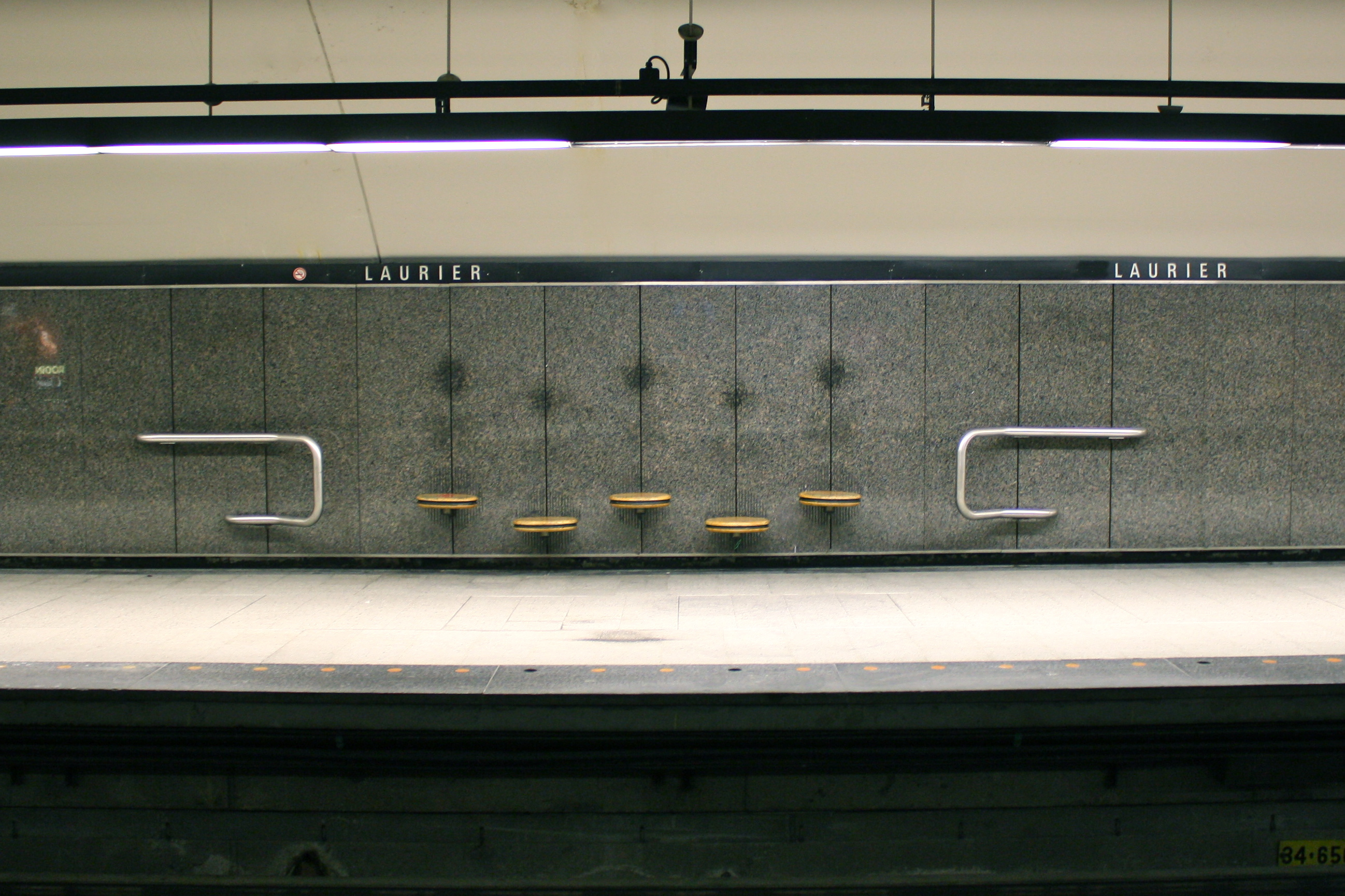
Originelle Sitzgelegenheiten auf einem der Bahnsteige

Laurier ist eine U-Bahn-Station in Montreal. Sie befindet sich im Arrondissement Le Plateau-Mont-Royal an der Kreuzung von Rue Berri und Avenue Laurier. Hier verkehren Züge der orangen Linie 2. Im Jahr 2019 nutzten 4.996.694 Fahrgäste die Station, was dem 21. Rang unter den insgesamt 68 Stationen der Metro Montreal entspricht.

## Bauwerk
Die von Jean P. Pothier entworfene Station entstand als nüchtern gestalteter Tunnelbahnhof. Während die Wände mit grauem Granit verkleidet sind, weisen orangefarbene Paneele an beiden Enden auf die Zugänge hin. Der Hauptzugang am südlichen Stationsende führt über eine Verteilerebene mit gewundenen Wänden zu einem Pavillonbau, der sich inmitten einer kleinen Grünanlage an der Rue Saint-Joseph befindet und die Form einer Pfeilspitze aufweist. Ein bedeutend kleinerer Pavillon an der Avenue Laurier kann vom nördlichen Stationsende aus erreicht werden.
In 10,7 Metern Tiefe befindet sich die Bahnsteigebene mit zwei Seitenbahnsteigen. Die Entfernungen zu den benachbarten Stationen, jeweils von Stationsende zu Stationsanfang gemessen, betragen 499,60 Meter bis Mont-Royal und 746,10 Meter bis Rosemont. Es bestehen Anschlüsse zu acht Buslinien und einer Nachtbuslinie der Société de transport de Montréal. Sehenswürdigkeiten in der Nähe sind die nationale Theaterschule und die Hochschule für zeitgenössisches Ballett.

## Geschichte
Die Eröffnung der Station erfolgte am 14. Oktober 1966, zusammen mit dem Teilstück Place-d’Armes–Henri-Bourassa der orangen Linie. Laurier gehört somit zum Grundnetz der Montrealer Metro. Namensgeber ist die Avenue Laurier, benannt nach Wilfrid Laurier (1841–1919), der von 1896 bis 1911 der erste frankophone Premierminister Kanadas war.